# Valeriana sphaerocephala
Valeriana sphaerocephala är en kaprifolväxtart som beskrevs av Graebner. Valeriana sphaerocephala ingår i släktet vänderötter, och familjen kaprifolväxter. Inga underarter finns listade i Catalogue of Life.